# Трускавецкая улица (Киев)
Трускавецкая улица — улица в Дарницком районе Киева, в левобережной части города, местность Осокорки. Пролегает от Заречной и Ижкарской улиц до конца застройки. Имеет несколько боковых ответвлений.

## История
Трускавецкая улица возникла в середине XX века под названием Новая. Современное название — с 1955 года.